# Cometes (fill d'Estènel)
D'acord amb la mitologia grega, Cometes (en grec antic Κομήτης) va ser un heroi, fill d'Estènel, rei d'Argos.
Quan Diomedes va marxar cap a la guerra de Troia va confiar la vigilància de casa seva a Cometes. Però aquest el va enganyar amb la seva esposa Egialea. Amb això no feia més que seguir els designis d'Afrodita, encolerida amb Diomedes perquè aquest l'havia ferit.
De tornada a la seva pàtria, Diomedes en va ser expulsat per les intrigues de Cometes i Egialea, i es va veure obligat a emigrar.